# Cadavre exquis

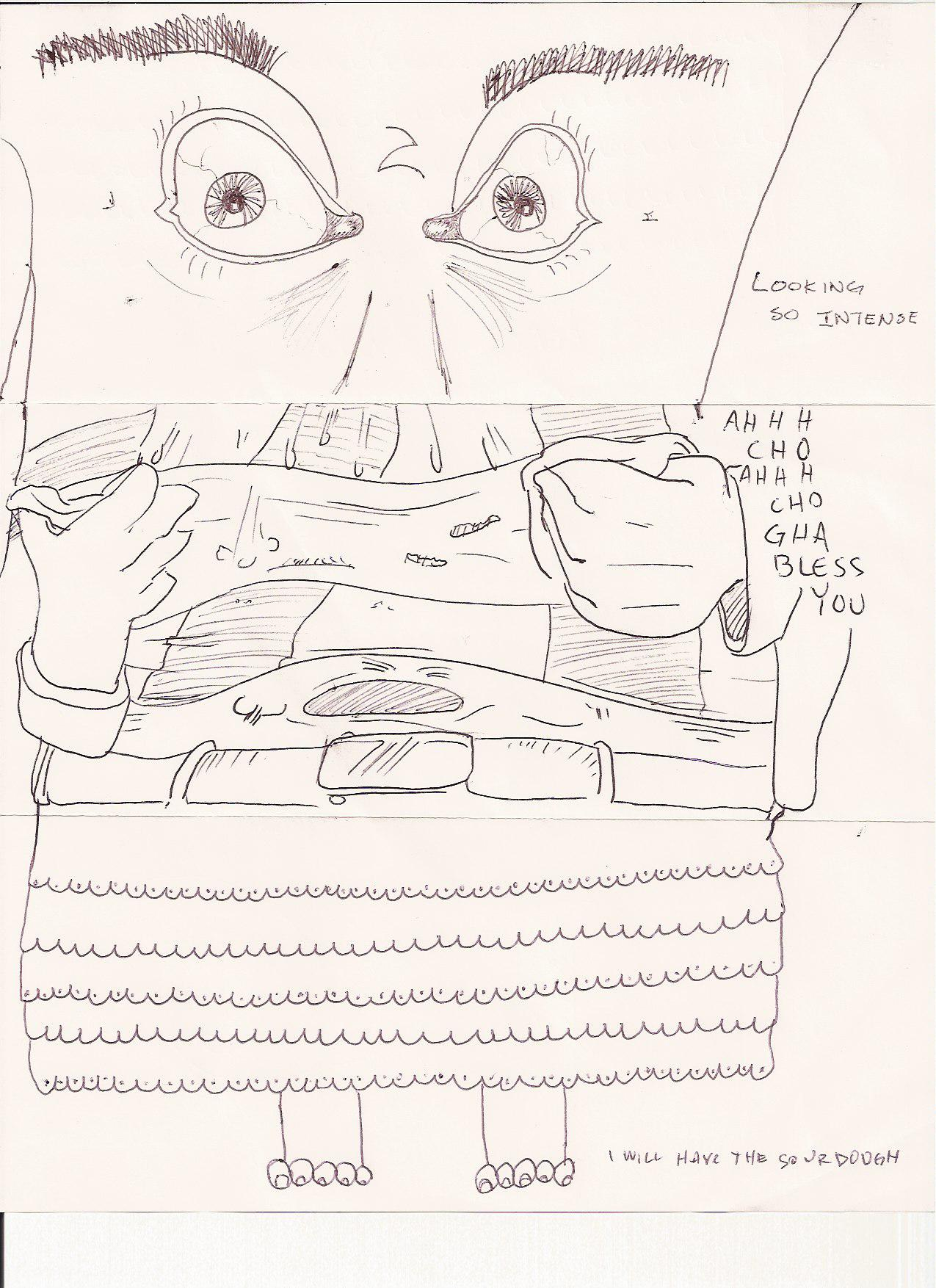
Een grafisch "cadavre exquis"

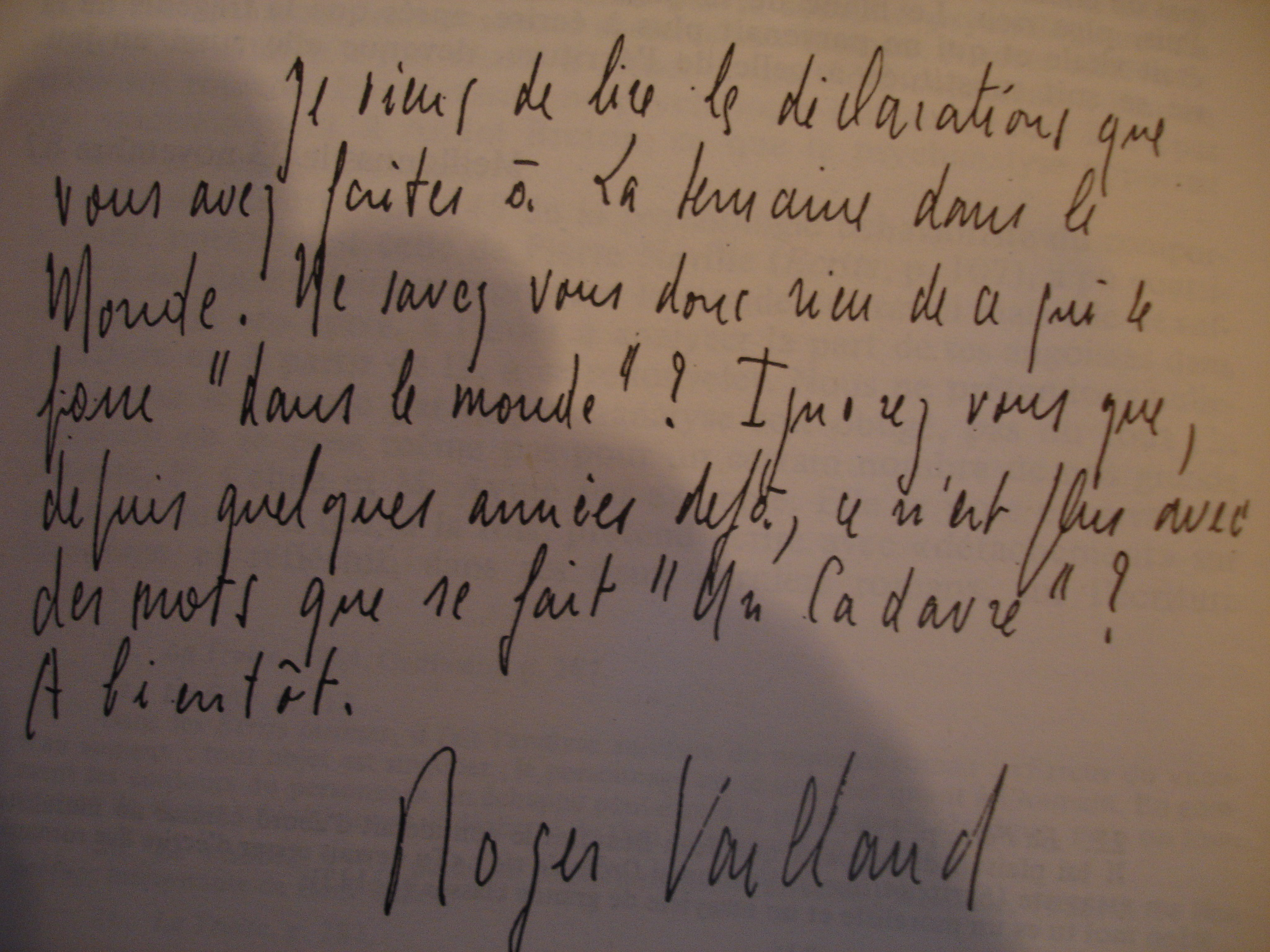
(Klad)brief van Roger Vailland aan André Breton, 1948, over het Cadavre exquis (met vertaling)

Een cadavre exquis is (van oorsprong) een gedicht dat door meerdere dichters is geschreven, zonder dat zij op de hoogte zijn van de delen die door de anderen worden geschreven. Deze techniek werd ontwikkeld in het entourage van André Breton en Paul Eluard.
Het cadavre exquis (Frans voor: voortreffelijk lijk) is een voorbeeld van surrealistische techniek (net als het automatisch schrijven), waarbij geprobeerd wordt kunst te maken vanuit het onderbewuste.
Het procedé is tamelijk eenvoudig, het resultaat niet. De eerste schrijver schrijft een versregel op een stuk papier. Daarna schrijft hij het eerste woord van de tweede regel en vouwt het papier zodanig dat dat de eerste regel bedekt is. De tweede schrijver gaat vervolgens verder met het eerste woord (of het laatste als het rijmen moet). Hij laat zich hierbij leiden (of juist niet) door wat hij, aan de hand van het woord, denkt hoe de eerste regel luidt. Ook schrijft hij een woord voor de derde schrijver en zo voort.
Het cadavre exquis is genoemd naar de eerste woorden van het eerste gedicht dat op deze manier is geschreven:
Le cadavre exquis boira le vin nouveau
(Het voortreffelijke lijk zal de nieuwe wijn drinken)
In het tijdschrift De Schone Zakdoek (1941 - 1944) verschenen  verschillende cadavres:
Beterschap (1e strofe)
Gelijk de eenzame die op een vlot zat
(de kachel werd gevuld en brandt nog steeds),
was haar japon ter linkerzijde sleets
want zij gleed telkens uit over die rotmat.
uit Louis Th. Lehmann, Gedichten 1939-1998, blz. 611

## Tekeningen
De techniek werd in 1934 ook met tekeningen toegepast door René Magritte en zijn toenmalige entourage.